# Der neugierige Garten
Der neugierige Garten  (engl. Originaltitel:  The Curious Garden ) ist ein Bilderbuch des US-amerikanischen Kinderbuchautors und -illustrators Peter Brown, das 2009 in der Originalausgabe bei Little, Brown Books for Young Readers erschien. Die deutsche Übersetzung von Nils Aulike wurde 2014 bei Bohem Press veröffentlicht.
Der Neugierige Garten führt Kinder an die Idee des Urban Gardening heran. Inspiriert wurde Peter Brown dabei von der Manhattan Highline in New York.
Das Buch behandelt die Themen Neugierde, Mut, Fleiß und Tatendrang.  

## Inhalt
Der kleine Liam wächst in einer trostlosen, grauen Stadt auf. Dort gibt es keine Bäume oder Gärten. Das hält Liam dennoch nicht davon ab, seine Freizeit am liebsten draußen zu verbringen.
Bei einem seiner Ausflüge durch die Stadt entdeckt Liam auf der stillgelegten Hochbahn ein paar Wildblumen und Pflanzen zwischen den Gleisen. Liam fängt an, die Blumen zu gießen und zu pflegen und kurze Zeit später fängt der Garten an zu wachsen und sich auf der ganzen Bahntrasse auszubreiten.
Über den Winter eignet sich Liam weiteres Wissen über die Gartenarbeit an und legt sich eine neue Gartenausrüstung zu. Nach dem Winter breitet sich der Garten schließlich in der gesamten Stadt aus. Immer mehr Menschen schließen sich Liam an und erfreuen sich an der Gartenarbeit. Gemeinsam verwandeln sie die Stadt in einen grünen und bunten Ort.

## Rezeption
The New York Times Book Review widmete dem „leisen wunderbaren Bildband“ 2009 eine ausführliche Rezension. Die ökologische Fabel feiere Ausdauer und Kreativität und ermutige jede kleine wie jede große Person, dass auch sie einen Flecken Erde zu einer eigenen Vision vom Garten Eden pflegen könne.
Die Tageszeitung Die Welt nahm das Bilderbuch in ihre Auswahl der schönsten Bilderbücher des Jahres 2014 auf. In der Liste „Zauberhafte Kinder- und Jugendbücher mit ernstem Hintergrund“ der dpa ist es ebenfalls enthalten.

## Ausgaben
- The Curious Garden. Little, Brown Books for Young Readers 2009. ISBN 978-0-31601547-9
- Der neugierige Garten. Aus dem Engl. von Nils Aulike. Zürich, Bohem, 2014. ISBN 978-3-85581-543-2